# Щурците'78
„Щурците'78“ e вторият студиен албум на българската рок група Щурците. Издаден е през 1978 г. В него за първи път се появява Владимир „Валди“ Тотев, който заема мястото на Борислав „Боти“ Панов. В този състав групата концертира и записва музика повече от 30 години. Това е единственият албум на Щурците, в който първата песен не се пее от Кирил Маричков. Това е и единственият албум с участието на Владимир Тотев, без да има негови собствени песни. Тук се намира и най-дългата издавана композиция на Щурците: 9-минутният инструментал „Карат“.

## Песни
Списък на песните в албума:
| 1.    | Някои от вас (м. и ар.: Кирил Маричков; т.: М.Башева)             | 4:56 |
| 2.    | Гатанки, ладанки (м.: Ат. Бояджиев, т.: Б.Гудев; ар.: К.Маричков) | 4:37 |
| 3.    | Бяла светлина (м. и ар.: Петър Гюзелев; т.: Марг. Минков)         | 4:57 |
| 4.    | Звезден път (м. и ар.: Кирил Маричков; т.: Д.Керелезов)           | 4:46 |
| 5.    | Кой е той (м. и ар.: Петър Гюзелев; т.: Ж.Кюлджиева)              | 4:15 |
| 6.    | Манекени (м.: Ат. Косев, т.: Д.Керелезов; ар.: К.Маричков)        | 2:43 |
| 7.    | Сила (м.: Ал. Йосифов, т.: Л.Левчев; ар.: К.Маричков)             | 4:10 |
| 8.    | Карат (м. и ар.: Кирил Маричков)                                  | 9:03 |
| 39:27 |                                                                   |      |

## Състав
- Кирил Маричков – бас китара, вокал
- Петър „Пеци“ Гюзелев – соло китара
- Владимир „Валди“ Тотев – клавишни, вокал
- Георги „Жоро“ Марков – ударни